# مله‌خرگ
مله خرگ، روستایی است از توابع بخش کاکی در شهرستان دشتی استان بوشهر ایران.

## جمعیت
این روستا در دهستان چغاپور قرار داشته و بر اساس سرشماری سال ۱۳۸۵ جمعیت آن ۳۹ نفر (۱۰ خانوار) بوده‌است.